# Mecedanum reitteri
Mecedanum reitteri là một loài bọ cánh cứng trong họ Zopheridae. Loài này được Kraatz miêu tả khoa học năm 1895.